# 제트 요원과 화성에서 온 펭귄
Agent Z And The Penguin From Mars (제트 요원과 화성에서 온 펭귄) 은 똑같은 이름으로 출판된 마크 하돈 (Mark Haddon)의 책을 바탕으로 한 1996년에 CBBC 에서발매된 시트콤이다.
이 시리즈는 6개의 에피소드로 나뉘어 있으며 주인공과 그의 친구들의 공적들을 따랐다. 주인공은 Ben Simpson (연기자: Duncan Barton), 그의 친구들은 Barney (연기자: Andrew McKay) 와 Jenks (연기자: Reggie Yates)였으며 그들은 다 함께 "Crane Grove Gang" (크레인 숲의 조직)이라는 이름 아래 모였으며 이 이름은 그들이 사는 거리의 이름에서 따온 것이다. 이 집단은 "Agent Z" (제트 요원)이라는 획기적인 계획을 시작으로 기발한 장난들을 펼쳐 나가는데에 힘썼다.

## 구성
새 이웃인 Dennis Sidebottom이라는 천문학자는 불친절하고 재미없었다. 이 이웃이 이사했을 때, 크레인 조직은 세상에서 제일 굉장한 장난을 구성하기 시작했다. 그 음모에는 훔칠 백화점의 크리스마스 전시품인 펭귄과 화성에서 온 외계인, 우주선과 "인류를 향한 메시지" 라고 새겨진 운석이 포함되어 있었다.
이 시리즈에는 Sidebottom 아저씨의 피아니스트 딸, Samantha,를 향한 Ben의 열병과 번요한 Sidebottom 씨의 아들, Tod, 의 도둑질 등등의 많은 복선들이 있다. 토드의 도둑질 중 많은 양의 Dolly Parton 앨범을 훔치다 적발 된 적도 있다.
또한 벤의 과도한 상상력이 이루어지는 데에 유명했다. 이것은 연속적인 꿈들로 이어졌는데, 그 중 그가 백만장자가 되어 Finlay 라는 말씨에 재주가 있는 집사와 있거나 Sidebottom 씨가 흡혈귀로 나오는 꿈도 있었다.

## 방송
이 시리즈는 처음으로 1996년 1월 3일부터 1996년 2월 7일까지 수요일마다 방송되었다. 이는 좋은 평가도 받고 The Curious Incident of the Dog in the Night-time (한밤중에 개에게 일어난 의문의 사건)이라는 마크 하돈의 책의 출판을 따라 그의 작품에 대한 재게 된 관심을 불구하고 재방송 되거나 DVD로 출시되지 않았다.
하돈은 이 TV 시리즈를 만드는 과정의 경험담을 털어놓았다: "이 경험으로 나에게 영원히 남을 두 가지는 1) 플라스틱 운석, 그리고 2) 나를 작가란 직업에 시동걸게 해준 이 프로그램의 프로듀서, Marilyn Fox, 와의 우정이다."